# Карін Міллер
Карін Міллер (англ. Karin Miller; нар. 10 грудня 1977) — колишня американська тенісистка.
Найвищу одиночну позицію світового рейтингу — 100 місце досягла 6 липня, 1998, парну — 144 місце — 18 жовтня, 1999 року.
Здобула 7 одиночних та 2 парні титули туру ITF.

## Фінали ITF
| Легенда          |
| ---------------- |
| турніри $100,000 |
| турніри $75,000  |
| турніри $50,000  |
| турніри $25,000  |
| турніри $10,000  |

### Одиночний розряд (7–1)
| Результат | Ранг | Дата              | Турнір                     | Покриття | Суперниця          | Рахунок       |
| --------- | ---- | ----------------- | -------------------------- | -------- | ------------------ | ------------- |
| Перемога  | 1.   | 28 січня 1996     | Мішен (Техас), США         | Тверде   | Елена Савольді     | 6–3, 7–5      |
| Перемога  | 2.   | 4 серпня 1996     | Роенок (Вірджинія), США    | Тверде   | Марія Хосе Гайдано | 1–6, 6–4, 6–0 |
| Поразка   | 1.   | 13 липня 1997     | Істон (Меріленд), США      | Тверде   | Нанні де Вільєрс   | 3–6, 3–6      |
| Перемога  | 3.   | 20 липня 1997     | Клірвотер, США             | Тверде   | Морін Дрейк        | 6–3, 7–6      |
| Перемога  | 4.   | 3 серпня 1997     | Лексінгтон (Кентуккі), США | Тверде   | Лізель Губер       | 6–7, 6–1, 6–2 |
| Перемога  | 5.   | 23 листопада 1997 | Порт-Пірі, Австралія       | Тверде   | Джін Окада         | 4–6, 6–1, 7–6 |
| Перемога  | 6.   | 22 листопада 1998 | Порт-Пірі, Австралія       | Тверде   | Ванесса Вебб       | 6–2, 7–6      |
| Перемога  | 7.   | 29 листопада 1998 | Нуріоотпа, Австралія       | Тверде   | Аманда Грем        | 6–2, 6–2      |

### Парний розряд (2–7)
| Результат | Ранг | Дата              | Турнір                                     | Покриття   | Партнерка        | Суперниці                          | Рахунок            |
| --------- | ---- | ----------------- | ------------------------------------------ | ---------- | ---------------- | ---------------------------------- | ------------------ |
| Поразка   | 1.   | 12 липня 1997     | Істон, США                                 | Тверде     | Марісса Кетлін   | Нанні де Вільєрс Ліза Макші        | 0–6, 6–3, 2–6      |
| Поразка   | 2.   | 31 січня 1998     | Клірвотер, США                             | Тверде     | Крістіна Бранді  | Морін Дрейк Рената Колбовіч        | 6–4, 3–6, 4–6      |
| Поразка   | 3.   | 30 січня 1999     | Клірвотер, США                             | Тверде     | Джін Окада       | Катарина Среботнік Зузана Валекова | 2–6, 0–6           |
| Поразка   | 4.   | 18 липня 1999     | Мава (Нью-Джерсі), США                     | Тверде     | Сандра Качіч     | Дон Бут Ванесса Вебб               | 4–6, 3–6           |
| Поразка   | 5.   | 20 травня 2000    | Джексон (Міссісіпі), США                   | Ґрунт      | Джессіка Стек    | Жоана Кортез Міріам Д'Агостіні     | 4–6, 7–5, 1–6      |
| Перемога  | 1.   | 10 червня 2001    | Гілтон-Гед-Айленд (Південна Кароліна), США | Тверде     | Кірсті Блумберґ  | Choi Young-ja Чон Мі Ра            | 6–4, 7–6(7–1)      |
| Поразка   | 6.   | 24 червня 2001    | Істон, США                                 | Тверде     | Кірсті Блумберґ  | Choi Young-ja Чон Мі Ра            | 1–6, 1–6           |
| Поразка   | 7.   | 10 листопада 2001 | Піттсбург, США                             | Тверде (i) | Машона Вашінгтон | Лілія Остерло Каті Шлукебір        | 1–6, 4–6           |
| Перемога  | 2.   | 26 січня 2002     | Маямі, США                                 | Тверде     | Стефані Мейбрі   | Мелінда Цінк Несса Етьєнн          | 6–4, 6–7(5–7), 6–2 |